# Гаунслоу-Іст (станція метро)
51°28′23″ пн. ш. 0°21′23″ зх. д. / 51.473056° пн. ш. 0.356389° зх. д.
Гаунслоу-Іст (англ. Hounslow East) — станція Лондонського метро в Гаунслоу лондонського боро Гаунслоу, Західний Лондон. Станція знаходиться на відгалуженні Хітроу лінії Пікаділлі, між станціями Гаунслоу-Сентрал та Остерлі, у 4-й тарифній зоні. В 2017 році пасажирообіг станції становив 4.04 млн пасажирів.

## Конструкція станції
Конструкція станції — відкрита наземна з однією острівною платформою на дузі.

## Історія
- 1. травня 1883: відкриття станції Гаунслоу як кінцевої на лінії Metropolitan District Railway (MDR; сьогоденна лінія Дистрикт) від Актон-таун.[3]
- 21. липня 1884: відкриття трафіку до Гаунслоу-беррекс (сьогоденна Гаунслоу-Вест)
- 31. березня 1886: закриття станції
- 1. березня 1903: повторне відкриття станції[3]
- 13. червня 1905: завершення електрифікації колії
- 1. травня 1909: друге закриття станції
- 2. травня 1909: третє відкриття станції вже на новому місці — за 300 метрів на північ.[3][4]
- 1. грудня 1925: станцію перейменовано на Гаунслоу-Іст
- 13 березня 1933: відкриття трафіку лінії Пікаділлі
- 9. жовтня 1964: припинення трафіку лінії Дистрикт[5]

## Пересадки
Пересадки на автобуси London Buses маршрутів: 111 та H28.

## Послуги
| Попередня станція | Лінія | Лінія                            | Лінія | Наступна станція |
| ----------------- | ----- | -------------------------------- | ----- | ---------------- |
| Гаунслоу-Сентрал  |       | Лондонське метро Лінія Пікаділлі |       | Остерлі          |